# Tiempo
Tiempo (шпан. Време) је други студијски албум аргентинске музичке групе Erreway у издању Sony Music и Cris Morena Group. Албум је издат 15. априла 2003. Продуцент албума била је Крис Морена, која је написала и већину песама са албума у сарадњи са још неким музичарима из ове земље. Албум је продат у око два милиона примерака широм света, према писању музичког часописа „Billboard“ био је на врху топ-листе, а аргентинско удружење CAPIF га је прогласило платинастим.
Вокалне деонице певали су чланови групе Erreway — Фелипе Коломбо, Бенхамин Рохас, Камила Бордонаба и Луисана Лопилато, који су на турнеји промовисали албум. Иако је нумера "Te Soñé" промовисана као сингл 2002, дакле пре изласка албума, водећа нумера је "Tiempo". Као синглови су издати и "Será de Dios", "Para Cosas Buenas", "Que Estés" и "Vas A Salvarte".

## Листа песама на албуму
1. "" (Крис Морена, Карлос Нилсон) – 4:06
2. "" (Морена, Нилсон) – 3:55
3. "" (Морена, Нилсон) – 3:10
4. "" (Морена, Нилсон) – 4:09
5. "" (Морена, Нилсон) – 3:28
6. "" (Морена, Нилсон) – 3:29
7. "" (Морена, Нилсон) – 3:13
8. "" (Морена, Нилсон) – 3:34
9. "" (Морена, Нилсон) – 3:00
10. "" (Морена, Нилсон) – 3:41
11. "" (Морена, Нилсон) – 3:18
12. "" (Морена, Нилсон) – 3:43